# Ceremonial Castings
Ceremonial Castings – amerykańska grupy muzyczna z Waszyngtonu, grająca black metal. Sami określają swoją twórczość, jako „American Deathphonic Black Metal”. Ich popularność mocno wzrosła po koncercie, na którym zagrali z zespołem Finntroll.

## Historia
Zespół powstał w roku 1996, z inicjatywy braci Jake'a (śpiew, gitara elektryczna) i Nicka (instrumenty klawiszowe) Superchi. Lord Serpent (czyli Jake) miał jeszcze inną kapelę, Crismon Death, lecz z powodu jej końca, mógł się całkowicie skoncentrować na CC. W przeciągu swojej kariery nagrali kilka dem w 1996, 2001, 2003 i 2004. Przed końcem roku 2004, w końcu znaleźli prawdziwego perkusistę, którym został Matthew Mattern („Bloodhammer”). W roku 2005 nagrali dwa albumy długogrające zatytułowane Immortal Black Art oraz Barbaric is the Beast, których wydaniem zajęła się wytwórnia Dark Forest Productions. 
Muzycy udzielają się również w trzech innych projektach zróżnicowanych gatunkowo. Zespoły The Dead, Serpent Lord i Mysticism Black.

## Dyskografia

### Albumy studyjne
- Into The Black Forest Of Witchery (2002)
- Midnight Deathcult Phenomena (2003)
- Universal Funeral March (2003)
- Immortal Black Art (2005)
- Barbaric is the Beast (2006)
- Salem 1692 --Unreleased-- (2007)

### Mini-albumy & Dema
- (Unknown title) (1996)
- 13 Roses (2000)
- Vampira - The Second Coming (2000)
- The Garden Of Dark Delights (2001)
- The Chaos Chapter (2002)
- Fullmoon Passions (2002)
- The Extermination Process (2003)